# Orciatico-Orendit
Der Orciatico-Orendit ist ein lamproitischer Lagergang, der im Zancleum in pliozäne Sedimente der Toskana eingedrungen ist. Der Orendit (bzw. Diopsid-Sanidin-Phlogopit-Lamproit) gehört zur Toskanischen Magmenprovinz.

## Vorkommen

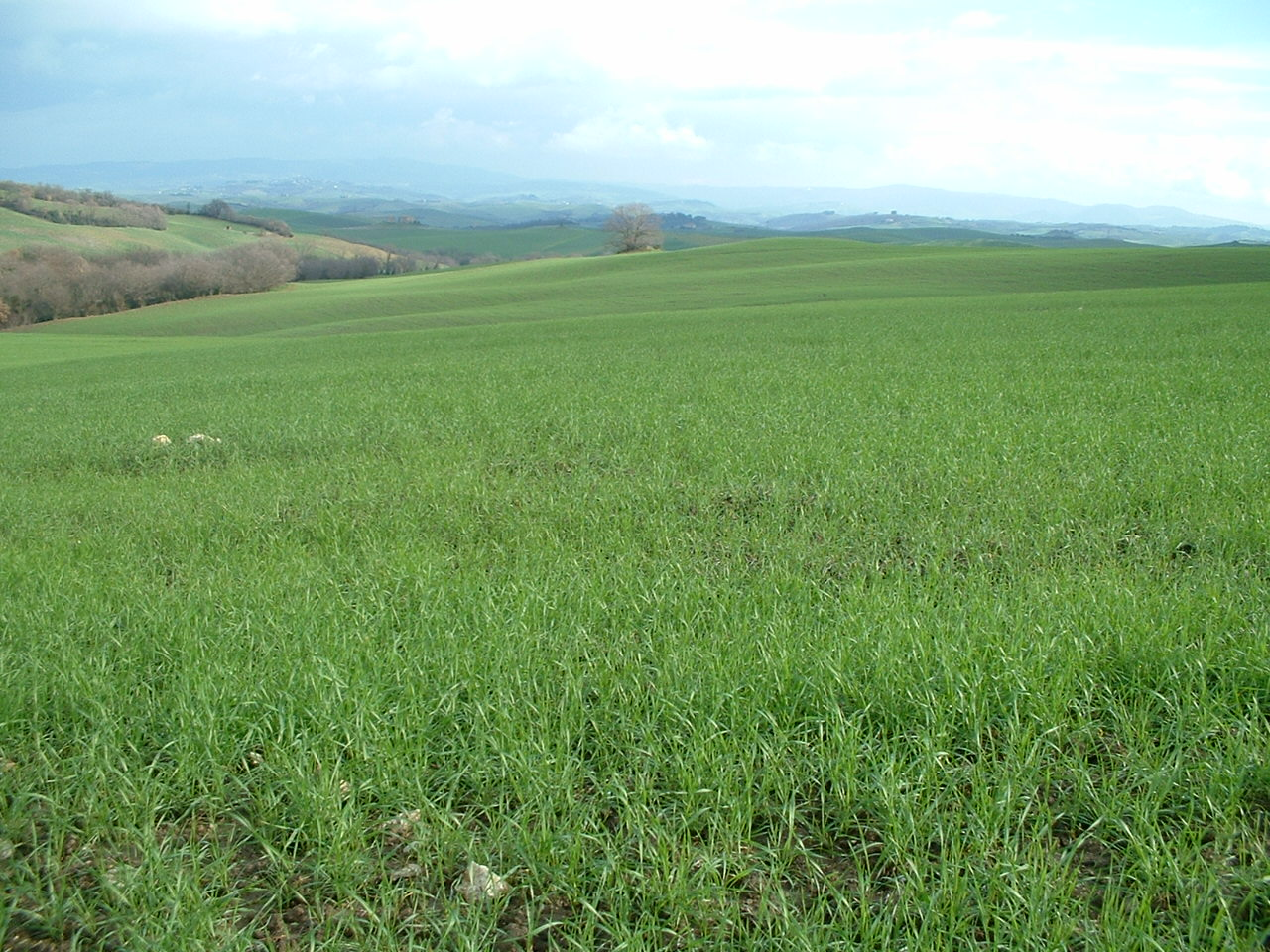
Die Wiesen um Orciatico

Der Lagergang ist rund 500 Meter nordöstlich unterhalb vom Ortskern von Orciatico, das zu Lajatico gehört und etwa 60 Kilometer südlich von Pisa liegt, in leicht mit 15 bis 30° nach Nordosten einfallende Tonschichten des Pliozäns eingedrungen. Er befindet sich direkt unterhalb der Kirche SS Anunziata. Der Orendit ist aus drei strukturellen Einheiten zusammengesetzt: einem Fördergang und zwei lappenförmigen Lagergängen. Der steil nach Nordost einfallende Fördergang streicht Nordnordwest bis Nordwest und folgt somit den lokalen Grabenstrukturen. Die beiden Lappen wurden von dem zentral gelegenen Fördergang gespeist, wobei der in Richtung Orciatico entsendete Lappen mit 40 bis 50 Meter wesentlich mächtiger ist als der nach Nordosten vorgedrungene Teil. Die Eindringtiefe lag zwischen 100 und 200 Meter.

## Petrologie
Der Orciatico-Orendit ist ein dunkles Ganggestein mit Abschreckungsstrukturen und glasigem bis leicht porphyrischen Gefüge an seinem Rand. In seinem Inneren ist der Gang massiv und holokristallin ausgebildet. Die Nachbargesteine wurden durch die Gangintrusion in der Pyroxen-Hornfelsfazies kontaktmetamorph überprägt.

### Mineralogie
Die Mikrophänokristalle des Orendits bestehen aus Olivin (Fo75-90), Phlogopit und aluminiumarmen Diopsid mit einem Al2O3-Gehalt von ungefähr 0,5 Gewichtsprozent. In der Grundmasse treten diese Phasen erneut auf, zuzüglich finden sich Sanidin, (vorwiegend), Glas, akzessorischer kaliumreicher Richterit (Amphibol) und Zirkon, Rutil, Ilmenit, Spinell (Chromit) und Silikate der Seltenen Erden.
Einige der Olivinkristalle zeigen Korrosion und Knickungen und sind daher wahrscheinlich Xenokristalle, die aus sich disintegrierenden ultramafischen Hochdruckxenolithen stammen dürften.  Ein weiteres wichtiges Gefügemerkmal ist die Anwesenheit von großen Gasblasen, die bis zu 17,5 Zentimeter lang werden können und hauptsächlich im Fördergang und in der Verbindungszone zu den Lagergängen konzentriert auftreten.

### Chemische Zusammensetzung
Folgende Gesteinsanalysen sollen die chemische Zusammensetzung des Orciatico-Orendits verdeutlichen:
| Oxid Gew. % | Orciatico-Orendit 2E | Orciatico-Orendit 7 | Orciatico-Orendit 1 | CIPW-Norm | Orciatico-Orendit 2E | Orciatico-Orendit 7 | Orciatico-Orendit 1 |
| ----------- | -------------------- | ------------------- | ------------------- | --------- | -------------------- | ------------------- | ------------------- |
| SiO2        | 56,74                | 57,61               | 58,11               | Q         | 0,90                 | 1,36                | 7,09                |
| TiO2        | 1,42                 | 1,43                | 1,60                | Or        | 45,33                | 45,16               | 43,38               |
| Al2O3       | 11,25                | 11,51               | 10,95               | Ab        | 11,50                | 11,16               | 12,60               |
| Fe2O3       | 2,00                 | 2,05                | 1,77                | An        | 1,91                 | 2,38                | 1,48                |
| FeO         | 2,92                 | 2,96                | 3,32                | Ns        | 0,00                 | 0,00                | 0,00                |
| MnO         | 0,08                 | 0,08                | 0,06                | Ks        | 0,00                 | 0,00                | 0,00                |
| MgO         | 8,29                 | 8,95                | 6,96                | Ac        | 0,00                 | 0,00                | 0,00                |
| CaO         | 4,40                 | 3,42                | 3,84                | Di        | 12,16                | 7,98                | 10,02               |
| Na2O        | 1,36                 | 1,32                | 1,49                | Hy        | 12,29                | 23,03               | 16,92               |
| K2O         | 7,68                 | 7,82                | 7,35                | Mt        | 1,16                 | 1,18                | 1,21                |
| P2O5        | 0,70                 | 0,69                | 0,76                | Il        | 2,70                 | 2,72                | 1,89                |
| LOI         | 3,16                 | 2,17                | 2,26                | Ap        | 1,66                 | 1,63                | 1,80                |

Der Orciatico-Orendit ist ein intermediäres Gestein mit einem SiO2-Gehalt von 56 bis 59 Gewichtsprozent. Er ist ultrapotassisch und an Silicium übersättigt (da Quarz-normativ). Er besitzt ferner eine hohe Magnesiumzahl Mg#=75-80 sowie erhöhte Werte an Nickel (bis 350 ppm) und Chrom (bis 800 ppm). Seine Gehalte an Aluminium, Kalzium und Natrium sind niedrig.
Bei den Isotopenverhältnissen ist wie bei den anderen toskanischen Lamproiten ein ungewöhnlich hohes 87Sr/86Sr-Initialverhältnis von 0,7160 und ein niedriges 143Nd/144Nd-Initialverhältnis von 0,5121 im Verbund mit hohen LILE/HFSE-Verhältnissen charakteristisch.

## Petrogenese
Die hohen Gehalte an Eisen und Magnesium gekoppelt mit den niedrigen Werten der wenig schmelzbaren Elemente Kalzium, Aluminium und Natrium deutet darauf hin, dass der Orendit einer metasomatisch beeinflussten Mantelquelle entstammt, die unter relativ niedrigen Drucken in einer Teufe von weniger als 50 Kilometer partiell aufschmolz. Der Mantelquelle waren vor diesem Aufschmelzereignis bereits Basaltschmelzen entzogen worden. Die hohe Anreicherung an LILE zusammen mit den Radioisotopenverhältnissen deuten darauf hin, dass ein abgreicherter Harzburgit durch metasomatische Flüssigkeiten angereichert worden war, welche aus Oberkrustenmaterial stammten und durch Subduktion während des Alpen-Apenninenzyklus in den oberen Mantelbereich gelangt waren. Der Orciatico-Orendit ist nur ein Beispiel unter den verschiedenen Mantelmagmen innerhalb der toskanischen Magmenprovinz.

## Datierung
Der Orciatico-Orendit wurde im Jahr 1967 von Borsi und Kollegen mit Hilfe der Kalium-Argon-Methode auf 4,1 Millionen Jahre BP datiert. Diese sehr alte Datierung sollte jedoch kritisch betrachtet werden, da den intrudierten Tonschichten ein Alter aus dem Piacenzium zugeordnet worden war. Sollte sich dies bewahrheiten, kann der Orendit nicht älter als 3,6 Millionen Jahre sein.